# Telepóc
Telepóc (szlovákul: Osadné, korábban Telepovce, ukránul: Telepovce) község Szlovákiában, az Eperjesi kerület Szinnai járásában.

## Fekvése
Szinnától 17 km-re északra, a lengyel határ közelében, az Udava-patak partján található.

## Története
A települést a vlach jog alapján soltész általi betelepítéssel alapították a 15. század második felében. Első írásos említése 1543-ból származik. 1600-ban a soltész házán kívül 10 adózó háztartása volt. 1715-ben 12, 1720-ban 8 adózója volt. Egykor a faluban vizimalom működött. 1828-ban 80 házában 596 lakos élt.
Fényes Elek 1851-ben kiadott geográfiai szótárában így ír a faluról: „Telepocz, orosz falu, Zemplén vmegyében, Papina fil., 21 romai, 570 g. kath., 10 zsidó lak., görög anyaszentegyházzal, 752 h. szántófölddel. F. u. Vandernath. Ut. p. Nagy-Mihály.”
Borovszky Samu monográfiasorozatának Zemplén vármegyét tárgyaló része szerint: „Telepócz, ruthén kisközség a gácsi határon, 106 házzal és 732 gör. kath. vallású lakossal. Postája Papháza, távírója Zemplénszinna. A homonnai uradalomhoz tartozott s az újabb korban a gróf Van Dernáth és Zichy családok voltak az urai. Gör. kath. temploma 1792-ben épült, de 1875-ben megújították.”
1920 előtt Zemplén vármegye Szinnai járásához tartozott.

## Népessége
| Év:            | 1994. | 2004.    | 2014.    | 2024.    |
| -------------- | ----- | -------- | -------- | -------- |
| Emberek száma: | 248   | 214      | 170      | 138      |
| Eltérés:       |       | -13,70 % | -20,56 % | -18,82 % |

| Év:            | 2023. | 2024.   |
| -------------- | ----- | ------- |
| Emberek száma: | 140   | 138     |
| Eltérés:       |       | -1,42 % |

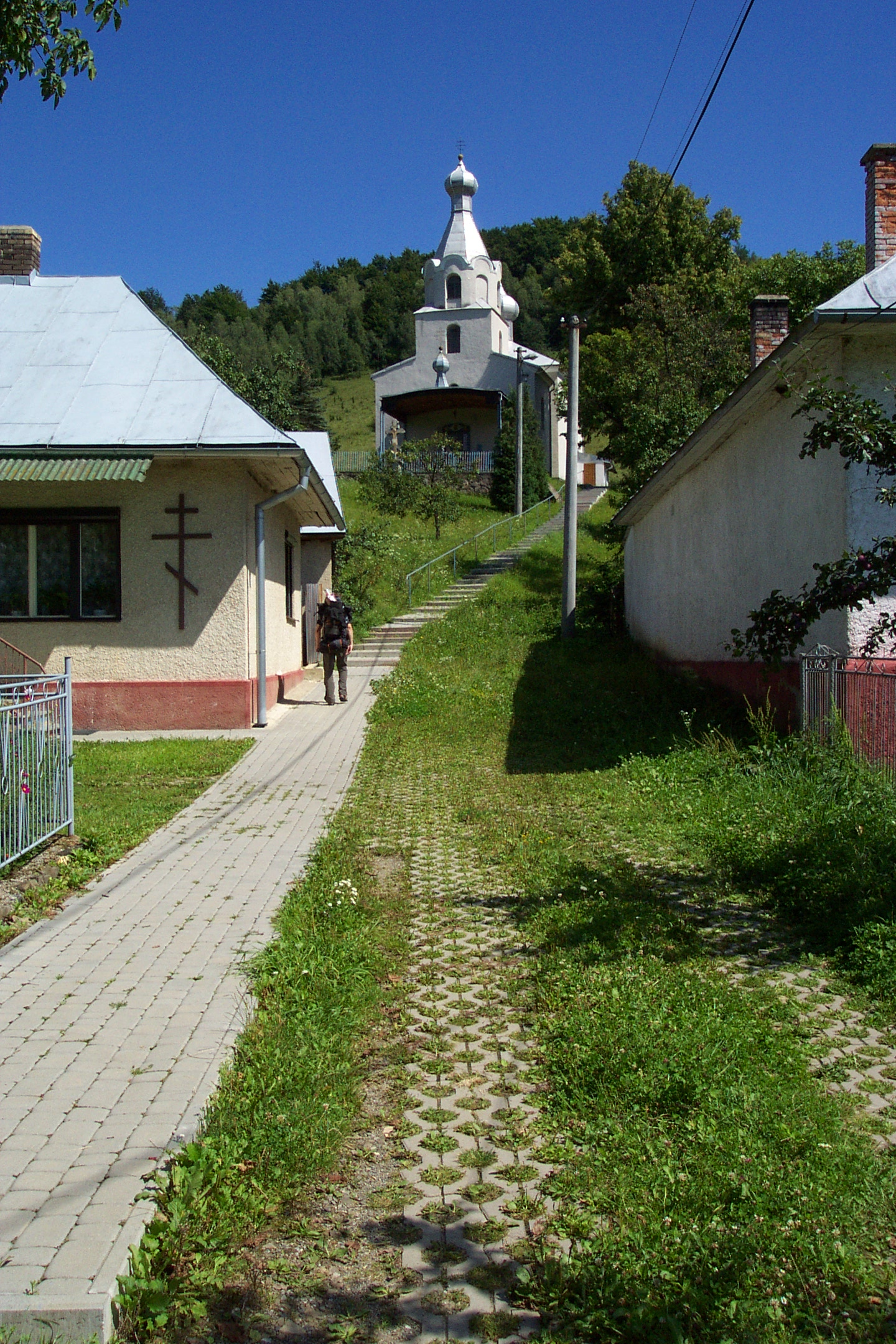
Az ortodox templom

1910-ben 664, többségben ruszin anyanyelvű lakosa volt, jelentős lengyel kisebbséggel.
2001-ben 233 lakosából 165 szlovák, 58 ruszin volt.
2011-ben 189 lakosából 106 szlovák és 80 ruszin volt.

## Nevezetességei
- Görögkatolikus temploma 1792-ben épült.
- Ortodox temploma 1930-ban készült.